# Karl Oßwald
Karl Oßwald (* 22. Februar 1925 in Riedheim; † 23. März 1972 in Singen (Hohentwiel)) war ein deutscher Maler. Er war verheiratet mit der Malerin Ingeborg Osswald-Lüttin.

## Leben und Werk
Nach dem Kriegsdienst 1944/45 holte Oßwald das Abitur am Gymnasium Singen nach und studierte dann von 1948 bis 1952 in Karlsruhe an der Akademie der Bildenden Künste und der Technischen Hochschule, wo er 1952 das Staatsexamen als Kunsterzieher ablegte. Nach dem Referendariat in Freiburg und Staufen war er ab 1957 als Kunsterzieher am Gymnasium Singen tätig. Wegen der Spätfolgen seines schweren Kriegsleidens schied er 1964 aus dem Schuldienst aus und lebte bis zu seinem Tod 1972 als freier Künstler.
Das Kunstmuseum Singen richtete ihm posthum zwei Einzelausstellungen aus und lobt Karl Oßwald als einen bedeutenden Vertreter des expressiven Realismus nach 1945 in der regionalen Kunstgeschichtsschreibung des 20. Jahrhunderts.

## Einzelausstellungen
- 1970 Singen (Hohentwiel), Rathaus
- 1974 Stühlingen, Realschule (Volksbildungswerk)
- 1974 Galerie Kunsthäusle in Singen, Gedächtnisausstellung
- 1982 Hilzingen, Rathaus, 11. Hilzinger Kunstausstellung
- 1998 Singen, Kunstmuseum Singen
- 2010 Singen, Kunstmuseum Singen